# Dolichopoda noctivaga
Dolichopoda noctivaga — вид прямокрилих комах родини рафідофоріди (Rhaphidophoridae). Вид є
троглодитом, тобто постійним мешканцем печер.

## Поширення
Вид зустрічається у печерах північному сході Туреччини у провінції Артвін.